# 魯斯冰川
75°17′S 110°57′W / 75.283°S 110.950°W
魯斯冰川（英語：Roos Glacier）是南極洲的冰川，位於瑪麗伯德地的沃爾格林海岸，流經墨菲火山西北坡，以海洋學家命名，現時由南極條約體系管理。